# Ливерморий
Ливерморий (преди унунхексий) е химичен елемент с пореден атомен номер 116 и обозначение Lv в периодичната система на елементите. Елементът е получен чрез изкуствен синтез. Неговата атомна маса е 293, получен при съвместен проект на учени от Обединения институт за ядрени изследвания в Дубна и физици от Ливърморската национална лаборатория в Калифорния през 2000 г. чрез сливане на ядрата на плутоний и калций. Името ливерморий е окончателно потвърдено през 2011 г.
Както повечето други добити по изкуствен път тежки вещества, така и ливерморият е нетраен, тъй като ядрото му се разпада за части от секундата. На нашата планета не се срещат естествени химически елементи, по-тежки от урана. Всички аналози с пореден номер над 92 се синтезират изключително в лабораторни условия при „бомбардирането“ на едно ядро с друго, а животът им е краткотраен.
Въпреки че няма практично приложение, ливерморий е добавен в Менделеевата таблица. По традиция химичните елементи се кръщават на велики учени, планети или места, където е направено съответното откритие.